# House of the Rising Sun (Film)
House of the Rising Sun (Alternativtitel House of the Rising Sun - Nichts zu verlieren) ist ein 2011 erschienener, US-amerikanischer Actionfilm mit Dave Bautista, Dominic Purcell und Amy Smart in den Hauptrollen. Die Regie übernahm Brian A. Miller, das Drehbuch basiert auf dem Roman House of the Rising Sun von Chuck Hustmyre und wurde gemeinsam von Miller und Hustmyre geschrieben.

## Handlung
Ray Shane ist ein ehemaliger Polizist, der nach 5 Jahren im Gefängnis versucht sein Leben zu ändern. Er arbeitet nach seiner Freilassung als Sicherheitschef für das Haus der aufgehenden Sonne (engl. The House of the Rising Sun), einem Stripclub und illegale Spielhölle. Während eines nächtlichen Einsatzes wird er von einer maskierten Bande mit einer Waffe bedroht, die den Strip-Club um 300.000 Dollar beraubt, wobei der Sohn des Clubbesitzers bei der anschließenden Schießerei getötet wird. Als die Polizei eintrifft, gilt Ray als Hauptverdächtiger den Raubüberfall verübt zu haben.
Während Rays Inhaftierung ging seine Lebensgefährtin Jenny Porter eine Affäre mit Tony, der rechten Hand von Rays Chefs, ein, was ihre Beziehung stark belastet. Ray wird von seinem Chef Vinnie Marcella nach dem Überfall angeheuert, um die Mörder seines Sohnes aufzuspüren. Er sucht die Unterstützung von seinem ehemaligen Polizeikollegen Jimmy LaGrange, der ihm Informationen zu den Bandenmitgliedern zur Verfügung stellt. Währenddessen beginnen Vinnie und Tony zu glauben, dass sie Ray zu Unrecht vertraut haben und dass er der Drahtzieher hinter dem Raubüberfall ist.
In dieser Nacht überfallen Tony und sein Partner Joey Ray in seinem Motel. Nach seiner Flucht findet er Unterschlupf bei Jenny. Während ihres Gesprächs erzählt sie Ray, dass sie bis zum Ende seiner Haftstrafe als Callgirl gearbeitet hat. Er vergibt ihr und sie schlafen miteinander. Am nächsten Tag trifft sich Ray mit Charlie Blackstone und erfährt von ihm, dass Tony plant den Posten seines Chefs Vinnie zu übernehmen. Er erhält weitere Informationen vom einzigen überlebenden Schützen des Überfalls: der Überfall wurde beauftragt durch einen unbekannten Insider des Clubs, der die anderen Schützen nach dem Überfall tötete. Ray töten ihn, nachdem dieser ihn mit einer Waffe bedroht.
Tony trifft sich mit Carlos, dem älteren Bruder von Vinnie, für den auch Charlie arbeitet. Tony erhält den Auftrag Charlie zu töten, als er erfährt, dass dieser mit Ray gesprochen hat. Er lockt Charlie aus seinem Haus, während Joey dessen Frau mit Rays Taschenmesser tötet. Anschließend erschießen sie auch Charlie unter einer Brücke. Auf der Flucht findet Ray mit Hilfe von Jenny heraus, dass Tony an der Ermordung der Schützen beteiligt war. Als er Carlos in dessen Haus mit diesen Informationen konfrontiert, stellt sich heraus, dass Tonys Frau Priscilla seine Pläne unterstützt, indem sie mit Carlos schläft und ihn dadurch ablenkt, damit Tony den Stripclub seines Bruders Vinnie übernehmen kann. Priscilla erschießt Carlos und wird anschließend von Ray erschossen.
Ray ruft anonym von einem Münztelefon die Polizei und berichtet von Schüssen in Carlos’ Anwesen. Er berichtet Vinnie in seinem Büro davon, dass sie beide reingelegt wurden. Tony will Ray den Überfall anhängen und Vinnies Bruder Carlos gegen Vinnie aufhetzen, um schließlich den Club zu übernehmen. Tony taucht mit dem Geld und Jenny auf, welche von seinem Partner Joey als Geisel festgehalten wird. Tony ist verbittert darüber, dass Carlos die Leitung des Clubs an Vinnie weitergegeben hat, nachdem die beiden das Unternehmen jahrelang aufgebaut hatten. Vinnie schwört Rache für den Verrat und den Tod seines Sohnes, bevor er von Tony erschossen wird. Rays ehemaliger Co-Cop Jimmy taucht auf, um Ray für Tony zu töten. Stattdessen gibt Jimmy Ray verdeckt eine Waffe und beginnt eine Schießerei. Ray geht in Deckung, während Jimmy getroffen wird. Tony verschwindet mit dem Geld und Jenny in den Club. Dort kann sich Jenny befreien und flieht Jenny mit dem und wirft es den Anwesenden zu.
Draußen auf dem Parkplatz kämpft Ray mit Tony, bis die Polizei eintrifft, wo er versucht sie davon zu überzeugen, dass Tony den Raub begangen und ihn reingelegt hat. Als Tony auf die eintreffende Jenny schießt, wird er von der Polizei niedergeschossen. Jenny beteuert gegenüber der Polizei, dass Ray unschuldig ist, aber ihre Aussage reicht nicht aus und sie nehmen ihn trotzdem fest. Jenny gelingt es Ray ein letztes Mal zu küssen, bevor er ins Gefängnis zurückgebracht wird.

## Produktion & Veröffentlichung
Das Produktionsbudget betrug 1.500.000 $. Die Dreharbeiten fanden von November bis Dezember 2010 in Grand Rapids im US-Bundesstaat Michigan statt. Der Film wurde in den USA am 19. Juli 2011 direkt auf DVD veröffentlicht. Der DVD-Release in Deutschland folgte am 16. Februar 2012.

## Rezeption
Der Film erhielt gemischte bis negative Kritiken. Hauptkritikpunkte sind vor allem die vorhersehbare Handlung, sowie die Darstellung Bautistas, der in dessen erster Hauptrolle lediglich in den Actionszenen einige Kritiker überzeugen konnte.

## Auszeichnungen
Beim Action on Film International Film Festival 2011 gewann der Film in der Kategorie Hitflics.com Excellence in Film & Video - Feature sowie Dave Bautista in der Kategorie Hitflics.com Performer of the Year. Außerdem erhielt Mark Arcieri bei den Canadian Cinema Editors Awards 2012 eine Nominierung in der Kategorie Best Editing in Feature Length Dramatic Film.